# Corethrella melanica
Corethrella melanica är en tvåvingeart som beskrevs av Lane och Aitken 1956. Corethrella melanica ingår i släktet Corethrella och familjen Corethrellidae. Inga underarter finns listade i Catalogue of Life.